# 平拉區
8°54′48″S 76°53′30″W / 8.9134°S 76.8916°W
平拉區（西班牙語：Distrito de Pinra），是秘魯的一個區，位於該國中部瓦努科大區的瓦凱班巴省，始建於1857年1月2日，面積283.7平方公里，海拔高度2,550米，2005年人口8,272，人口密度每平方公里29人。